# Tomášikovo
Tomášikovo / Tallós  (bis 1948 slowakisch „Tallós“; ungarisch Tallós) ist eine Gemeinde im Westen der Slowakei mit 1805 Einwohnern (Stand 31. Dezember 2024), die zum Okres Galanta, einem Teil des Trnavský kraj gehört.

## Geographie
Die Gemeinde befindet sich im slowakischen Donautiefland an einem Arm des Flüsschens Čierna voda namens Stará Čierna voda und unweit der Kleinen Donau. Das Ortszentrum liegt auf einer Höhe von 114 m n.m. und ist 14 Kilometer von Dunajská Streda sowie 16 Kilometer von Galanta entfernt.

## Geschichte

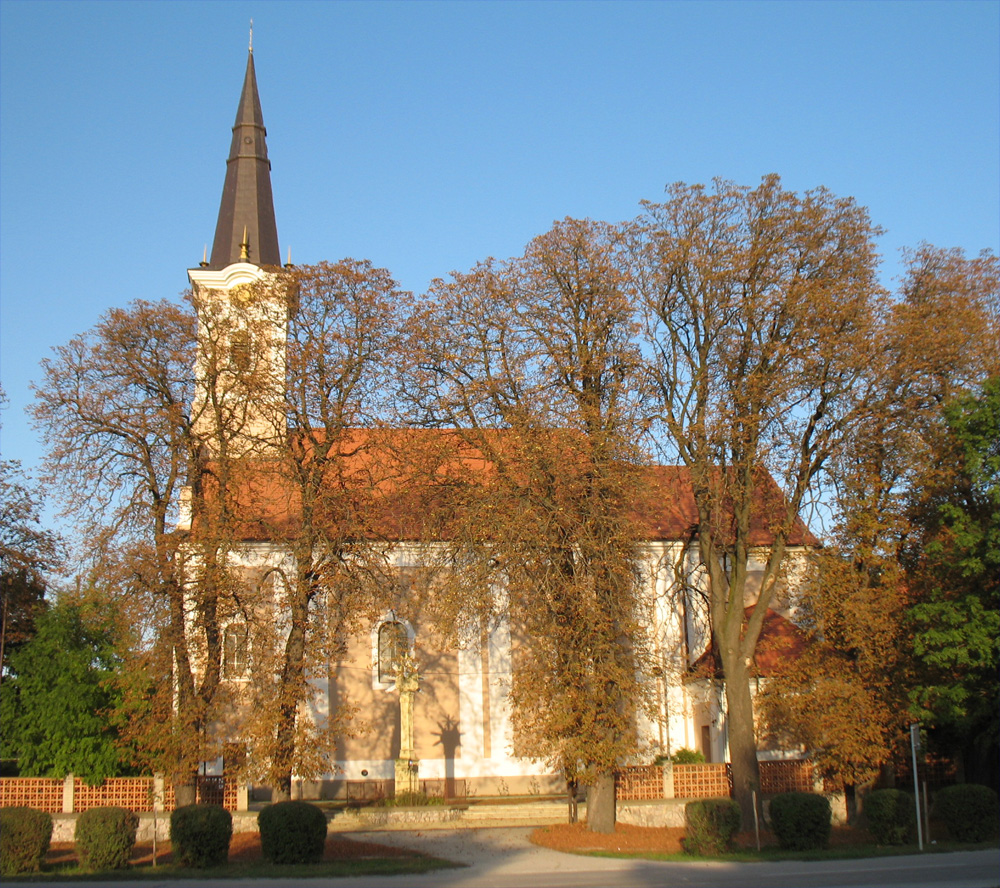
Kirche von Tomášikovo / Tallós

Besiedlung des heutigen Gemeindegebietes gibt es seit der mittleren Steinzeit. Dennoch ist der Ort verhältnismäßig spät erwähnt und zwar im Jahre 1646 und gehörte damals zum Herrschaftsgut von Schintau.
Bis 1918 gehörte der im Komitat Pressburg liegende Ort zum Königreich Ungarn und kam danach zur Tschechoslowakei beziehungsweise heute Slowakei. 1938–45 war er auf Grund des Ersten Wiener Schiedsspruchs noch einmal Teil Ungarns.
Um den ungarisch klingenden Namen zu tilgen, wurde der Ort 1948 zu Ehren von Samo Tomášik in Tomášikovo / Tallós umbenannt.

## Bevölkerung
| Jahr                | 1994 | 2004    | 2014    | 2024    |
| ------------------- | ---- | ------- | ------- | ------- |
| Anzahl der Personen | 1488 | 1574    | 1645    | 1805    |
| Unterschied         |      | +5,77 % | +4,51 % | +9,72 % |

| Jahr                | 2023 | 2024    |
| ------------------- | ---- | ------- |
| Anzahl der Personen | 1796 | 1805    |
| Unterschied         |      | +0,50 % |

Gemäß der Volkszählung 2011 wohnten in Tomášikovo / Tallós 1601 Einwohner, davon 1351 Magyaren, 188 Slowaken, 30 Roma, sieben Tschechen und zwei Mährer; ein Einwohner war anderer Ethnie. 22 Einwohner machten keine Angabe. 1474 Einwohner gehörten zur römisch-katholischen Kirche, jeweils 17 Einwohner zur evangelischen Kirche A. B. und zur reformierten Kirche, zwei Einwohner zur evangelistischen Kirche und ein Einwohner zur tschechoslowakisch-hussitischen Kirche. 70 Einwohner waren konfessionslos und bei 20 Einwohnern ist die Konfession nicht ermittelt.
Ergebnisse nach der Volkszählung 2001 (1569 Einwohner):
| Nach Ethnie: - 88,02 % Magyaren - 8,73 % Slowaken - 2,74 % Roma - 0,51 % Tschechen | Nach Konfession: - 91,14 % römisch-katholisch - 5,61 % konfessionslos - 1,40 % evangelisch - 0,32 % griechisch-katholisch - 0,25 % keine Angabe |

## Sehenswürdigkeiten

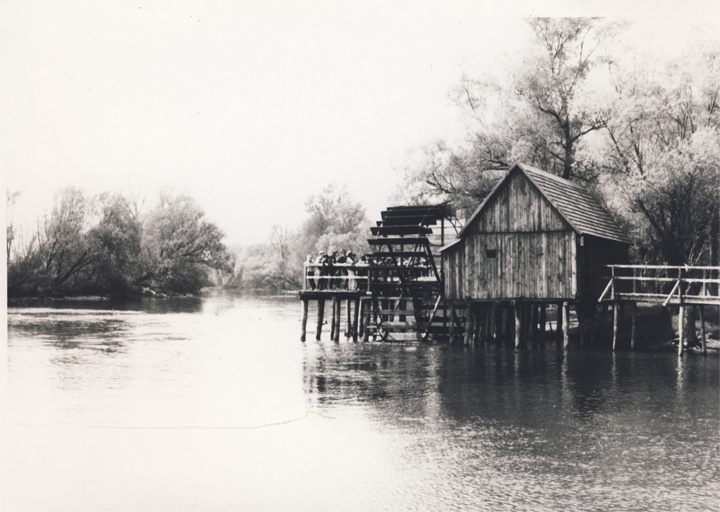
Historische Aufnahme der Wassermühle (1985)

- römisch-katholische Dreifaltigkeitskirche aus dem Jahr 1801
- Esterházy-Schloss im barock-klassizistischen Stil zusammen mit einem Park, gegen 1760 erbaut
- 1895 erbaute Holz-Wassermühle an der Kleinen Donau westlich des Ortes, heute technisches Denkmal und Museum